# 팔라우어
팔라우어(Belru)는 서태평양 팔라우의 코로르의 토착 언어로, 영어와 함께 팔라우 공화국의 두 공용어 중 하나이다. 다만 팔라우에는 팔라우어 외에도 여러 토착 언어들이 공존한다. 팔라우어는 오스트로네시아어족에 속한다.

## 분류
오스트로네시아어족의 말레이폴리네시아어파에 속하나, 다른 말레이폴리네시아 언어들과 차이가 크며 상세한 계통상 위치는 명확하지 않다. 팔라우어는 차모로어와 함께 미크로네시아에서 쓰이는 토착어 중 오세아니아어군에 속하지 않는 유이(唯二)한 사례이다.

## 표기
1970년대에 팔라우어 정자법 위원회는 하와이 대학교 언어학자들과 함께 라틴 문자에 기반한 팔라우어 알파벳을 개발하였다. 이 정자법은 주로 "한 음소 / 한 기호" 원칙에 기반하였으며, 12개의 토종 자음, 6개의 차용어 전용 자음, 그리고 10개의 모음 기호로 이루어져 있다. 20가지의 모음 조합(이중모음)도 공식 정자법에 반영되어 있다.

## 팔라우어 기초 회화
| Palauan                      | 한국어                                  |
| ---------------------------- | --------------------------------------- |
| Alii!                        | 여보세요, 안녕하세요!                   |
| Ungil tutau.                 | 안녕하세요(아침).                       |
| Ungil sueleb.                | 안녕하세요(낮).                         |
| Ungil kebesengei.            | 안녕하세요(저녁).                       |
| A ngklek a ___.              | 저의 이름은___입니다.                   |
| Ng techa ngklem?             | 당신의 이름은요?                        |
| Ke ua ngerang?               | 어떻게 지내세요?                        |
| Ak mesisiich.                | 잘지내요.                               |
| Ak chad er a ___.            | 저는___에서 왔어요.                     |
| Belau                        | 팔라우                                  |
| Merikel                      | 미국                                    |
| Ingklis                      | 잉글랜드                                |
| Siabal                       | 일본                                    |
| Sina                         | 중국                                    |
| Ke chad er ker el beluu?     | 어디서 오셨어요?                        |
| Ke mlechell er ker el beluu? | 어디서 태어나셨어요?                    |
| Ak mlechell er a ___.        | 저는 ___에서 태어났어요?                |
| Ng tela rekim?               | 몇 살이예요?                            |
| Ng ___ a rekik.              | 저는 ___살(세)입니다.                   |
| Ng tela a dengua er kau?     | 당신의 전화번호는요?                    |
| A dengua er ngak a ___.      | 저의 전화번호는 ___입니다.              |
| Ke kiei er ker?              | 어디서 사세요?                          |
| Ak kiei er a ___.            | 저는 ___에서 살아요.                    |
| Chochoi.                     | 예.                                     |
| Ng diak.                     | 아니요.                                 |
| Sulang.                      | 감사합니다.                             |
| Ke mo er ker?                | 어디에 가세요?                          |
| Mechikung.                   | 안녕히 가세요. 안녕히 계세요 <작별인사> |